# Hecla (Dakota Południowa)
Hecla – miasto w Stanach Zjednoczonych, w stanie Dakota Południowa, w hrabstwie Brown.